# Bancolombia Open 2009
Il Bancolombia Open 2009 è stato un torneo professionistico di tennis maschile giocato sulla terra rossa, che faceva parte dell'ATP Challenger Tour 2009. Si è giocato a Bogotà in Colombia dal 16 al 22 marzo 2009.

## Partecipanti

### Teste di serie
| Nazionalità | Giocatore       | Ranking* | Testa di serie |
| ----------- | --------------- | -------- | -------------- |
| Spagna      | Óscar Hernández | 67       | 1              |
| Portogallo  | Frederico Gil   | 79       | 2              |
| Argentina   | Brian Dabul     | 82       | 3              |
| Spagna      | Iván Navarro    | 83       | 4              |
| Argentina   | Máximo González | 96       | 5              |
| Argentina   | Leonardo Mayer  | 97       | 6              |
| Argentina   | Sergio Roitman  | 103      | 7              |
| Brasile     | Thiago Alves    | 123      | 8              |

- Ranking al 9 marzo 2010.

### Altri partecipanti
Giocatori che hanno ricevuto una wild card:
- Juan Sebastián Cabal
- Alejandro González
- Michael Quintero
- Carlos Salamanca

Giocatori passati dalle qualificazioni:
- Juan Pablo Amado
- Diego Álvarez
- Marcel Felder
- Riccardo Ghedin

## Campioni

### Singolare
Horacio Zeballos ha battuto in finale  Santiago González, 7–6(3), 6–0

### Doppio
Sebastián Prieto /  Horacio Zeballos hanno battuto in finale  Alexander Peya /  Fernando Vicente, 4–6, 6–1, [11–9]